# Tegeler Hafenbrücke
Die Tegeler Hafenbrücke (ⓘ) im Berliner Ortsteil Tegel, im Volksmund „Sechserbrücke“ genannt, überspannt als Fußgängerbrücke die Einfahrt des Tegeler Hafens und die Mündung des Tegeler Fließes. Sie wurde 1908 als stählerne Fachwerkbogenbrücke einschließlich eines Betonteils über das Tegeler Fließ mit einer Gesamtlänge von 91 Metern gemeinsam mit dem Hafen und der Tegel-Friedrichsfelder Industriebahn erbaut; erst 1921 folgte der südliche Torbau mit zwei Kassenhäuschen. Der Architekt war Stadtbaumeister Ernst Hornig. Heute steht sie unter Denkmalschutz und ist häufig Kulisse für Dreharbeiten.

## Vorgeschichte
Am nördlichen Ufer des Tegeler Sees entwickelte sich am Ende des 19. Jahrhunderts ein reger Ausflugsverkehr: Die Leute schlenderten über die Uferstraße (die heutige Greenwichpromenade) um den Großen Malchsee herum bis zum Freibad Tegelsee. Dazu mussten sie allerdings das Tegeler Fließ überqueren. Der ansässige Fischer Siebert verdiente sich mit dem Übersetzen der Wanderer über das Fließ mit seinem Kahn für fünf Pfennig (einen sogenannten „Sechser“) ein Zubrot.
Um die Wende zum 20. Jahrhundert wuchs der Ausflugsverkehr weiter an und immer mehr Berliner wollten zum Großen Malchsee, an dem sich inzwischen zahlreiche Ausflugslokale etabliert hatten, so zum Beispiel das Klippsteinsche Sommeretablissement und der Kaiserpavillon. Mit seinem Kahn konnte der Fischer das erhöhte Aufkommen nicht mehr bewältigen und so baute er eine kleine Holzbrücke über das Fließ und verlangte von jedem, der sie überqueren wollte, weiterhin fünf Pfennige. Die Siebert’sche Brücke musste schon 1905 dem Ausbau des Tegeler Hafens wieder weichen.
Die Besitzerin von Schloss Tegel Constanze von Heinz hatte ab etwa 1870 begonnen, Gelände im Schlossbezirk zu parzellieren und für den Bau von Villen oder selbsterrichtete Villen zu verkaufen. Nach der Jahrhundertwende ließ sie den großen und auf zahlungskräftige Kundschaft abzielenden Kaiserpavillon und das ebenfalls umfangreiche und mondäne „Kurhaus“ bauen. Für Fußgänger war der zweite Zugang zum Schlossbezirk (neben der Schlossstraße) wichtig. Die Gemeinde Tegel und Frau von Heinz beteiligten sich daher zu gleichen Teilen an der Finanzierung und Unterhaltung der Brücke.

## Baugeschichte und heutige Gestalt der „Sechserbrücke“

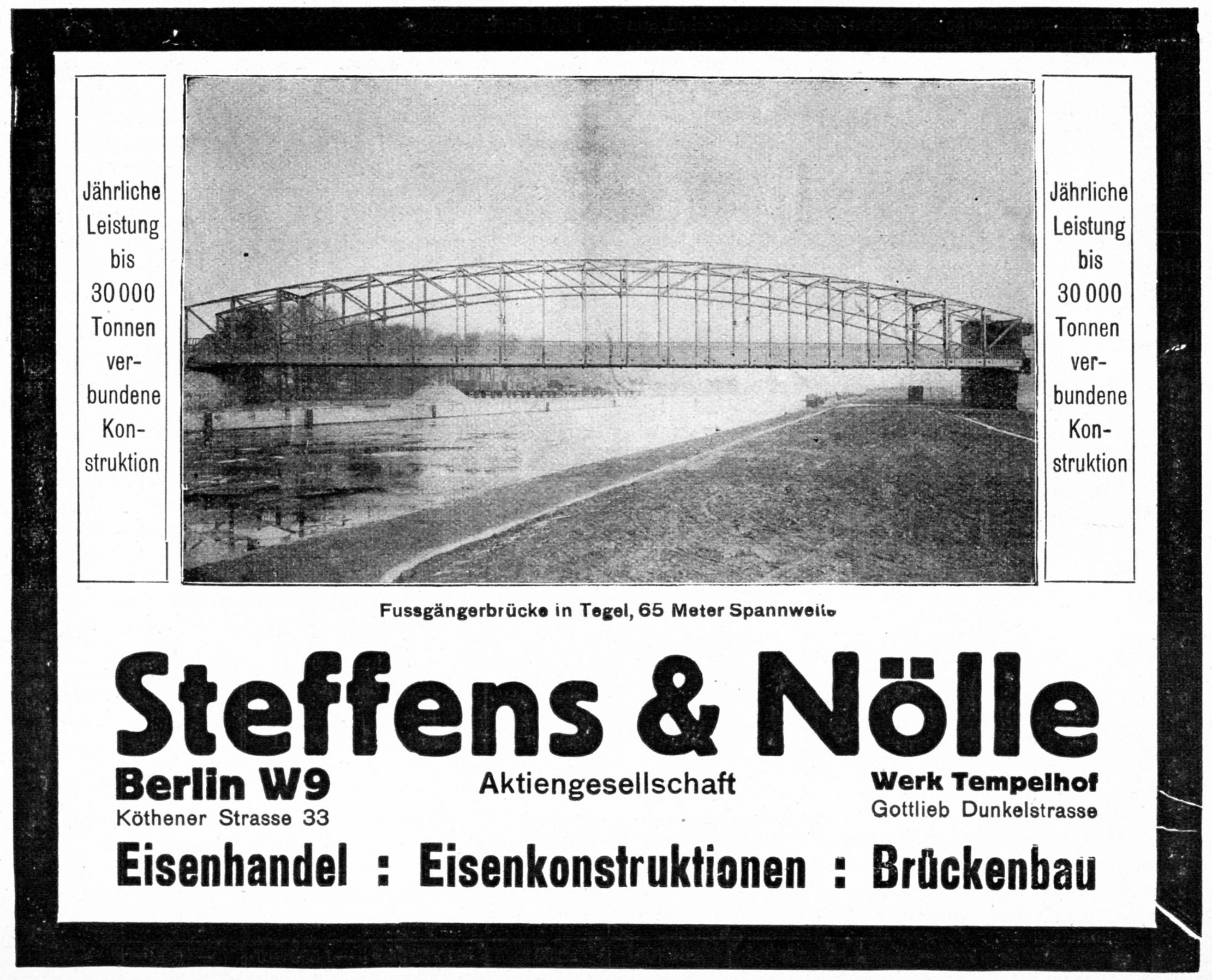
Die Baufirma Steffens & Nölle warb 1911 mit der Erstellung der Hafenbrücke

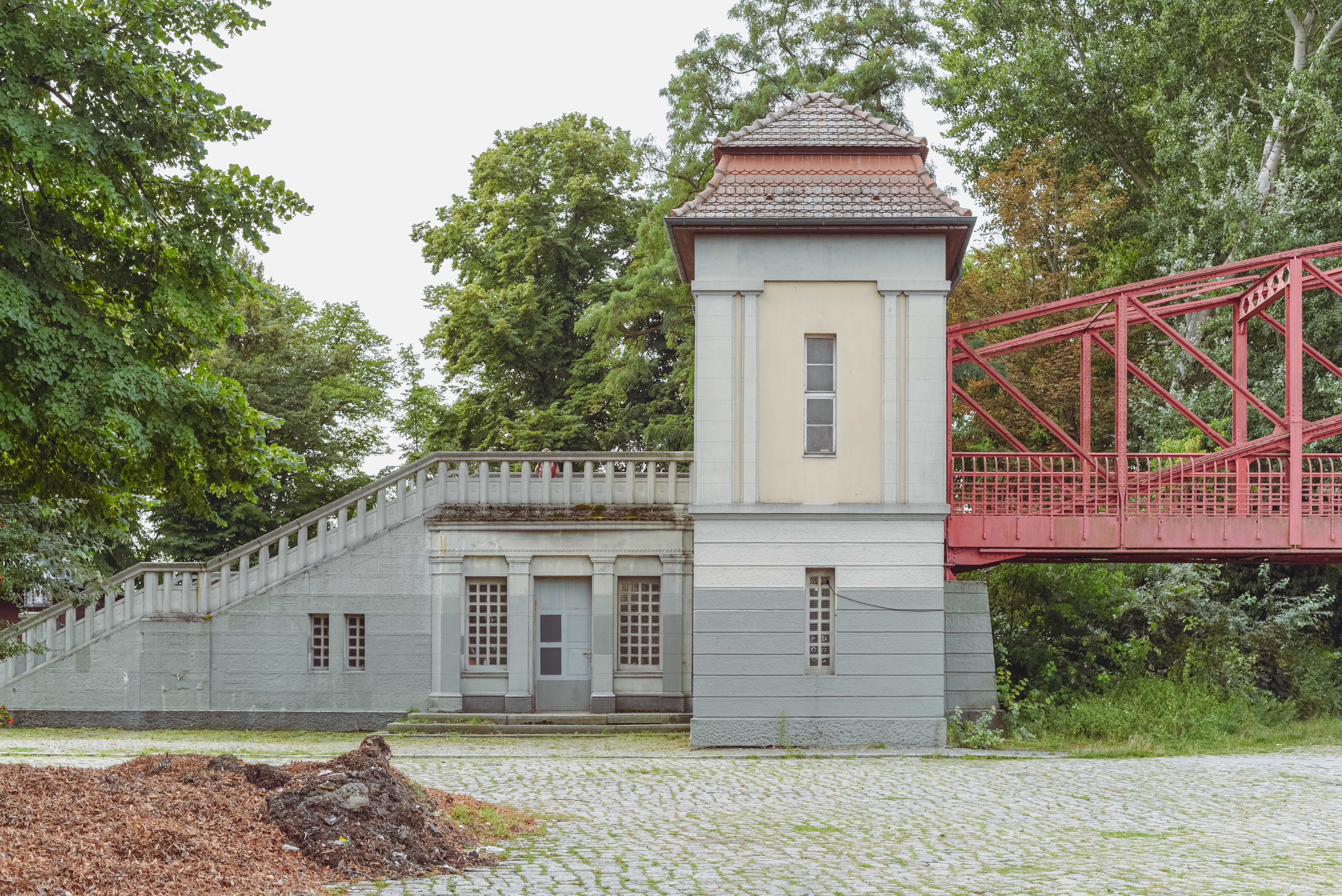
Treppenaufgang am südöstlichen Ende

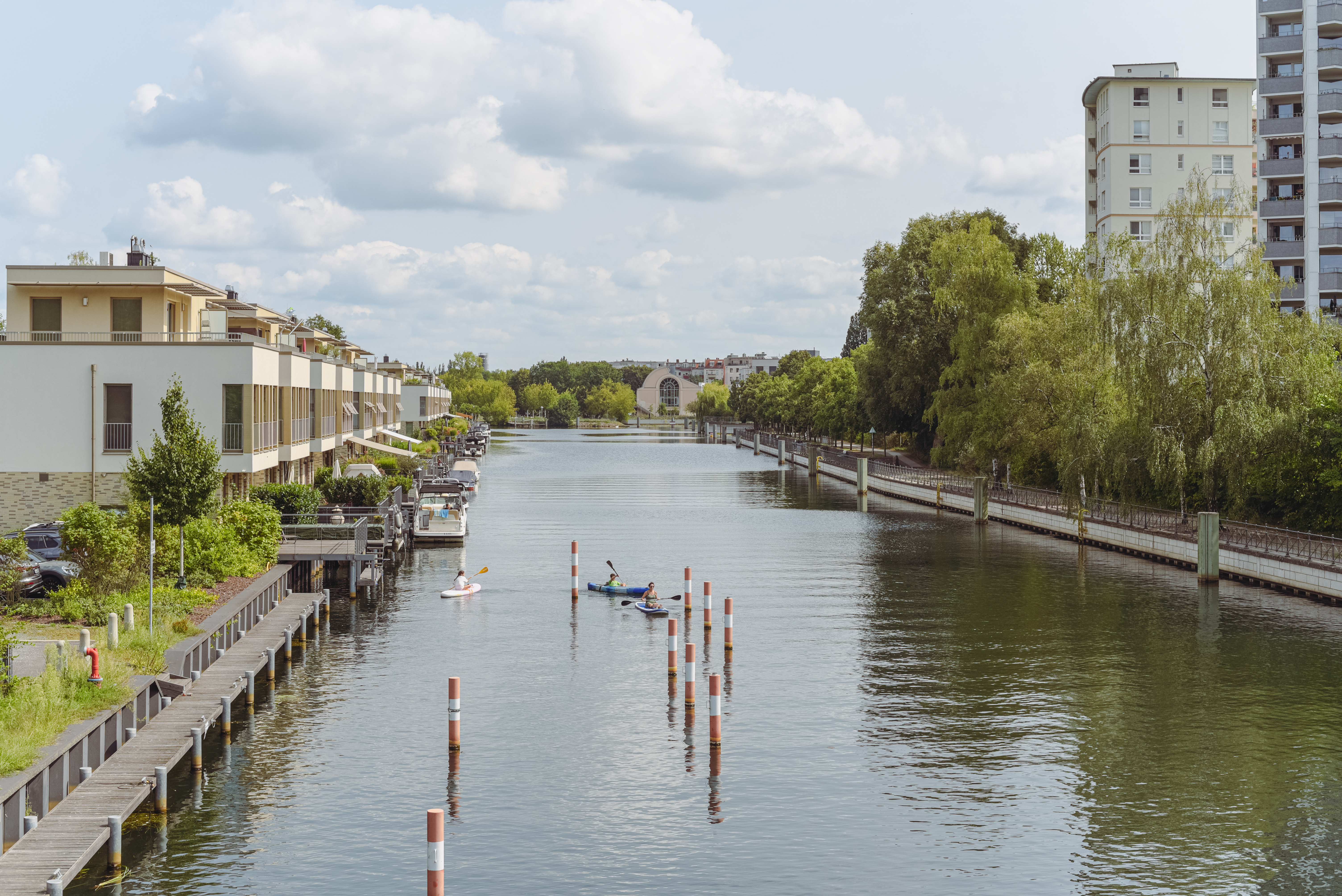
Blick in den Tegeler Hafen

Die Bauausführung erfolgte durch die 1893 gegründete Berliner Stahlbaufirma Steffens & Nölle. Die Hauptdurchfahrt der Brücke weist eine Spannweite von 65 Metern auf.
Die neuen Betreiber der Brücke hielten am „Sechser“ als Brückenzoll fest und das Publikum am Namen „Sechserbrücke“. Da Tegel erst 1920 nach Groß-Berlin eingemeindet wurde, gehörte die Tegeler Sechserbrücke nicht zu den vier klassischen Berliner Sechserbrücken. Den beiden Investoren verblieb fast jedes Jahr ein Reingewinn von 7.000 Mark (kaufkraftbereinigt in heutiger Währung: rund 4.000 Euro). Die Inflation in Deutschland setzte dem Brückenzoll im Jahr 1922 allerdings ein Ende, da die Personalkosten die Einnahmen überstiegen.
Die neue Brücke musste eine wesentlich größere lichte Höhe aufweisen, damit die Lastkähne die Hafeneinfahrt passieren konnten. Dadurch stellt die Tegeler Hafenbrücke einen für Fußgängerbrücken imposanten Bau dar. Sie besteht aus zwei Teilen: Die eigentliche stählerne Fachwerkbrücke (heute rot angestrichen) überspannt nur die Hafeneinfahrt bis zum Fundament samt zwei pavillonartigen Aufbauten auf der Westspitze der heutigen Humboldtinsel. Ein weiterer Brückenteil aus Beton (in grauer Farbe) überspannt die Mündung des Tegeler Fließes bis zum Brückenkopf samt Aufgang. Die beiden pavillonartigen Aufbauten auf der Nordseite sind mit einer begehbaren, schmalen umlaufenden Galerie versehen. Über eine für die Öffentlichkeit nicht zugängliche Treppe im östlichen „Pavillon“ kann die Humboldtinsel erreicht werden.

## Umfeld
Von der Brücke haben die Besucher einen guten Einblick in den Tegeler Hafen und auf das unscheinbare Tegeler Fließ, das parallel zum Hafen, abgetrennt von der langgestreckten Humboldtinsel, verläuft. In die andere Richtung auf den Tegeler See hinaus, ist linker Hand die Insel Hasselwerder und rechts davon die Halbinsel Reiherwerder zu sehen. Dazwischen im Hintergrund kann man bis zum Freibad Tegelsee blicken. Wenige Gehminuten entfernt befindet sich die „Dicke Marie“, der wohl älteste Baum Berlins.